# Ostermühle (Nüdlingen)
Ostermühle ist ein Gemeindeteil der Gemeinde Nüdlingen im unterfränkischen Landkreis Bad Kissingen in Bayern. Ostermühle liegt in der Gemarkung Nüdlingen.

## Geographische Lage
Die Einöde liegt am Nüdlinger Bach, einem linken Zufluss der Fränkischen Saale. Im Norden liegt die Kläranlage der Gemeinde. Eine Gemeindeverbindungsstraße Führt nach Hausen zur Staatsstraße 2292 (2,5 km westlich) bzw. an der Oberen Mühle vorbei nach Nüdlingen zur Bundesstraße 297 (1,2 km südöstlich).

## Geschichte
Mit dem Gemeindeedikt (frühes 19. Jahrhundert) wurde Ostermühle der neu gebildeten Ruralgemeinde Nüdlingen zugewiesen.